# 캄피오나토 이탈리아노 디 풋볼 1900
캄피오나토 이탈리아노 디 풋볼 1900은 3번째로 열리는 이탈리아 축구 리그의 최상위 경기이며, 본 시즌은 1900년 3월 4일에 시작하여 1900년 4월 20일에 종료했다. 우승구단은 제노아이며, 3번째 우승이자, 리그 3연패를 이룩했다.

## 시즌
본 토너먼트 대회는 페데라치오네 이탈리아나 델 풋볼에서 주최한 세 번째 이탈리아 축구 리그다.

### 달라진 점
FC 토리네세가 해체된 인테르나치오날레 토리노를 흡수했다.
연맹에 신규 가입한 세 구단이 있는데, 유벤투스, 밀란, 삼피에르다레네세다.

### 구성
본 토너먼트 대회는 피에몬테와 리구리아 주로 나눠진 2개의 지역 예선이 있다. 피에몬테 예선은 세 구단이 참가한 리그전이 열리고, 1위 구단이 준결승전에 진출하게 된다. 밀란은 유일한 롬바르디아 구단으로서 준결승전으로 직행한다. 그리고 리구리아 예선은 제노아와 삼피에르다레네세간의 단판전으로서, 승리 구단이 결승전으로 직행하여 준결승전 승리 구단과 맞붙게 된다. 지난 시즌과 다르게 결승전은 FIF 본부가 있는 토리노에서 열린다.

### 대회
1900년 3월 4일부터 4월 8일까지 피에몬테 예선의 6경기가 치러졌다. 예선 우승 구단은 토리네세로서 롬바르디아의 유일한 구단으로 자동 진출한 밀란과붙는 준결승전으로 진출했다. 리구리아 예선으로서 1900년 4월 8일 제노바 소재의 캄포 스포르티보 디 폰테 카레가에서 제노아-삼피에르다레네세 간의 단판 경기가 열렸다. 결과는 7-0으로 제노아가 승리했고, 대회 결승전으로 진출했다.
준결승전과 결승전은 토리노의 벨로드로모 움베르토 I에서 각각 1900년 4월 15일과 22일에 열렸다. 토리네세와 밀란 간의 경기는 홈 구단인 토리네세의 3-0 승리였으나, 토리네세와 제노아 간의 결승전에서 제노아가 3-1로 승리를 거두었다. 청백군단, 제노아가 대회 3연패를 이루며 코파 두카 델리 아브루치 컵을 최종적으로 획득하게 됐다.

## 참가 구단

### 리구리아
| 구단             | 도시   | 지난 시즌                          |
| ---------------- | ------ | ---------------------------------- |
| 제노아           | 제노바 | 캄피오나토 이탈리아노 디 풋볼 우승 |
| 삼피에르다레네세 | 제노바 | 미참가                             |

### 롬바르디아
| 구단 | 도시   | 지난 시즌 |
| ---- | ------ | --------- |
| 밀란 | 밀라노 | 미참가    |

### 피에몬테
| 구단              | 도시   | 지난 시즌                                   |
| ----------------- | ------ | ------------------------------------------- |
| 유벤투스          | 토리노 | 미참가                                      |
| 진나스티카 토리노 | 토리노 | 캄피오나토 이탈리아노 디 풋볼 준결승전 진출 |
| 토리네세          | 토리노 | 캄피오나토 이탈리아노 디 풋볼 1회전         |

## 리구리아 예선

### 경기 결과

#### 일정
| 제노아 | 7 – 0 | 삼피에르다레네세 |
| ------ | ----- | ---------------- |
| ?      |       |                  |

### 결과
- 제노아 결승전으로 진출.

## 롬바르디아 예선

### 결과
- 밀란이 유일한 참가 구단으로서, 준결승전으로 진출.

## 피에몬테 예선

### 순위
| 순위 | 팀                | 경기 | 승 | 무 | 패 | 득 | 실 | 차 | 승점 |
| ---- | ----------------- | ---- | -- | -- | -- | -- | -- | -- | ---- |
| 1    | 토리네세 (A)      | 4    | 4  | 0  | 0  | 8  | 2  | +6 | 8    |
| 2    | 유벤투스          | 4    | 2  | 0  | 2  | 5  | 3  | +2 | 4    |
| 3    | 진나스티카 토리노 | 4    | 0  | 0  | 4  | 1  | 9  | -8 | 0    |

범례:
      준결승전 진출.

### 경기 결과

#### 일정
| 홈 (1라운드) | 홈 (1라운드)  | 대진 1                 | 원정 (4라운드) | 원정 (4라운드) |
|              |               |                        |                |                |
| 3월 4일      | 3-1           | FC 토리네세-진나스티카 | 2-0            | 3월 25일       |
| 3월 4일      | 유벤투스 휴식 |                        |                | 3월 25일       |

| 홈 (2라운드) | 홈 (2라운드)    | 대진 2               | 원정 (5라운드) | 원정 (5라운드) |
|              |                 |                      |                |                |
| 5월 11일     | 0-1             | 유벤투스-FC 토리네세 | 1-2            | 4월 8일        |
| 5월 11일     | 진나스티카 휴식 |                      |                | 4월 8일        |

| 홈 (3라운드) | 홈 (3라운드)     | 대진 3              | 원정 (6라운드) | 원정 (6라운드) |
|              |                  |                     |                |                |
| 5월 18일     | 0-2              | 진나스티카-유벤투스 | 0-2            | 4월 1일        |
| 5월 18일     | FC 토리네세 휴식 |                     |                | 4월 1일        |

## 준결승전
| 토리네세                        | 3 – 0 | 밀란 |
| ------------------------------- | ----- | ---- |
| 에도아르도 보시오 15′, 18′, 70′ |       |      |

### 결과
- 토리네세가 결승전 진출.

## 결승전
| 토리네세 | 3 – 0 (연장전) | 제노아                                      |
| -------- | -------------- | ------------------------------------------- |
| ?        |                | 헨만 · 조지프 윌리엄 애거 · 조반니 보차르도 |

### 결과
- 제노아 1900 이탈리아 챔피언.

### 우승 주역
| 포메이션 (2-3-5)                                                                              | 선수 (포지션)                         |
| --------------------------------------------------------------------------------------------- | ------------------------------------- |
| 스펜스리 로시 길리오티 패서더러 파스테우르 I 파스테우르 II 헨만 파우커스 애거 보차르도 다플스 | 제임스 스펜스리 (골키퍼, 주장)        |
| 스펜스리 로시 길리오티 패서더러 파스테우르 I 파스테우르 II 헨만 파우커스 애거 보차르도 다플스 | 파올로 로시 (오른쪽 풀백)             |
| 스펜스리 로시 길리오티 패서더러 파스테우르 I 파스테우르 II 헨만 파우커스 애거 보차르도 다플스 | 파우스토 길리오티 (왼쪽 풀백)         |
| 스펜스리 로시 길리오티 패서더러 파스테우르 I 파스테우르 II 헨만 파우커스 애거 보차르도 다플스 | 하워드 패서더러 (중앙 미드필더)       |
| 스펜스리 로시 길리오티 패서더러 파스테우르 I 파스테우르 II 헨만 파우커스 애거 보차르도 다플스 | 에도아르도 파스테우르 (왼쪽 미드필더) |
| 스펜스리 로시 길리오티 패서더러 파스테우르 I 파스테우르 II 헨만 파우커스 애거 보차르도 다플스 | 엔리코 파스테우르 (오른쪽 미드필더)   |
| 스펜스리 로시 길리오티 패서더러 파스테우르 I 파스테우르 II 헨만 파우커스 애거 보차르도 다플스 | 헨만 (오른쪽 윙)                      |
| 스펜스리 로시 길리오티 패서더러 파스테우르 I 파스테우르 II 헨만 파우커스 애거 보차르도 다플스 | 조지 파우커스 (왼쪽 윙)               |
| 스펜스리 로시 길리오티 패서더러 파스테우르 I 파스테우르 II 헨만 파우커스 애거 보차르도 다플스 | 조지프 윌리엄 애거 (오른쪽 메찰라)    |
| 스펜스리 로시 길리오티 패서더러 파스테우르 I 파스테우르 II 헨만 파우커스 애거 보차르도 다플스 | 조반니 보차르도 (왼쪽 메찰라)         |
| 스펜스리 로시 길리오티 패서더러 파스테우르 I 파스테우르 II 헨만 파우커스 애거 보차르도 다플스 | 헨리 다플스 (중앙 공격수)             |